# Concerto pour violon en mi majeur de Bach
Le Concerto pour violon en mi majeur de Bach (BWV 1042) est un concerto pour violon, cordes et continuo en trois mouvements.

## Structure
Les trois mouvements sont : 
1. Allegro à 2/2 en mi majeur
2. Adagio e piano sempre à 3/4 en ut dièse mineur
3. Allegro assai à 3/8 en mi majeur

## Durée
Son exécution complête nécessite une quinzaine de minutes.

## Transcription
Le concerto pour clavecin, en ré majeur, BWV 1054 est une transcription pour clavecin de ce concerto, transcription contenue dans les manuscrits archivés en 1739.

## Critique
Selon Roland de Candé, dans cette oeuvre Bach a plagié le concerto pour violon en mi mineur de Vivaldi surnommé "Il favorito " (RV 277, opus 11, n° 2). Particulièrement sévère, le musicologue ajoute : « Bach a génialement trahi Vivaldi : d’une œuvre polychrome, il a donné une brillante interprétation en noir et blanc. »

## Discographie partielle
- Bach, Amandine Beyer (violon, direction d’orchestre), ensemble Gli Incogniti, Edna Stern (clavier), 4 CD, 2007, Zig-Zag Territoires (ZZT348)[n 1]